# Torre San Patrizio
Torre San Patrizio är en ort och kommun i provinsen Fermo i regionen Marche i Italien. Kommunen hade 1 985 invånare (2018).